# Viktorie Švihlíková
Viktoria Švihlíková (Oeman (Keizerrijk Rusland, thans in Oekraïne), 3 juli 1915 – Wenen, 11 augustus 2010) was een vooraanstaand Tsjecho-Slowaaks pianiste, klaveciniste en muzieklerares.

## Leven en werk

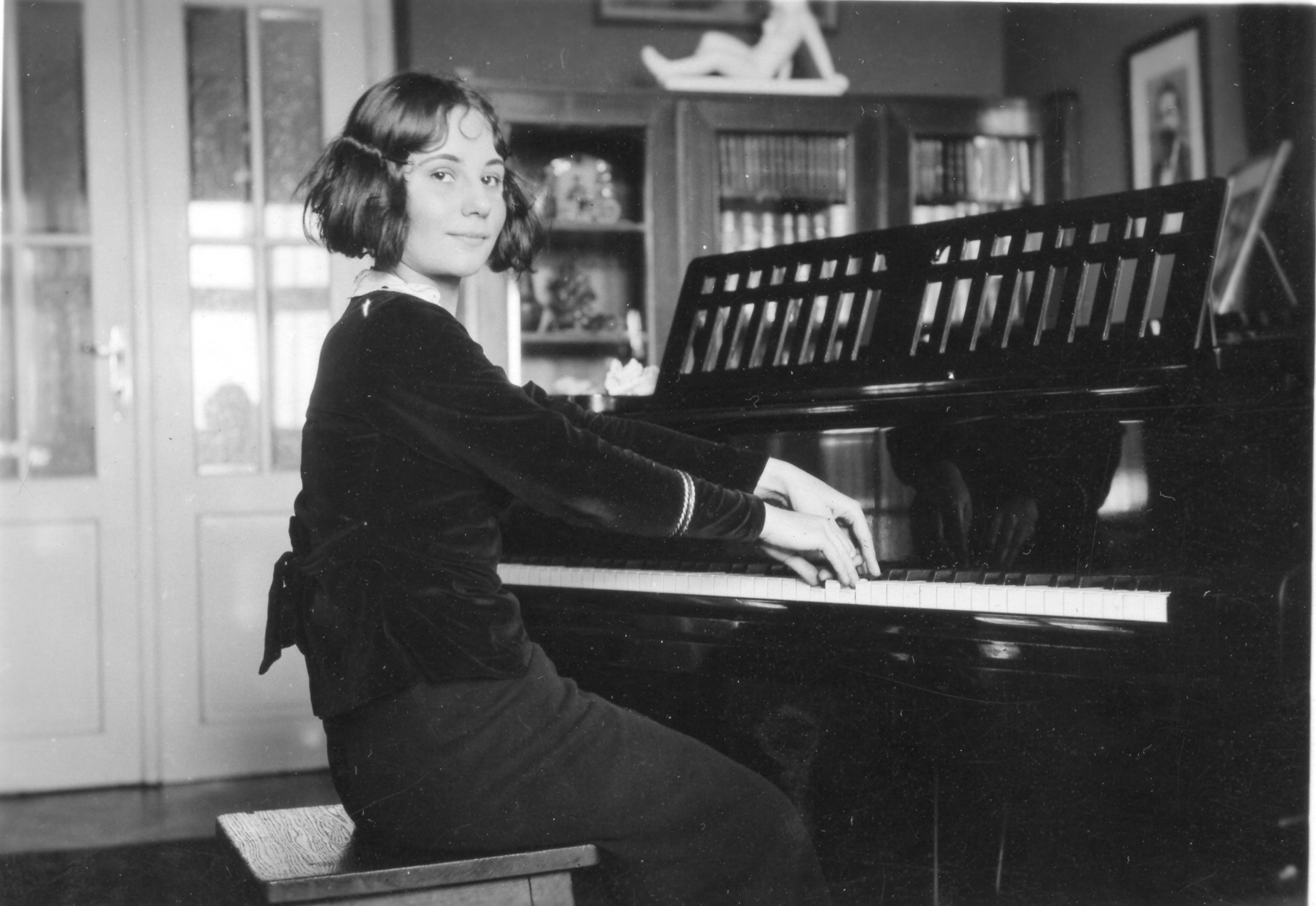
Švihlíková aan de piano (jaartal onbekend)

Haar eerste lessen kreeg ze van haar vader, een pianoleraar in Charkiv. Na zijn lessen studeerde ze in Praag bij professor Vilém Kurz de Jonge, in Parijs bij Isidore Philipp en in Berlijn bij hoogleraar Carl Adolf Martienssen. Haar leraar kamermuziek was Václav Talich.
Vanaf de jaren 1940 werd Švihlíková gezien als een van de prominentste Tsjechische muzikanten van haar generatie. Ze trad op in concertzalen in Tsjecho-Slowakije en aangrenzende landen, voornamelijk als soliste, en beschikte over een breed repertoire, waaronder de belangrijkste werken uit de pianoliteratuur. Door de jaren heen droegen enkele componisten uit haar tijd composities aan haar op, zoals Ilja Hurník en Ivan Jirko, wier werken ze als eerste opnam in haar recitals en promootte in het buitenland.
Švihlíková voelde zich ook verbonden met kamermuziek. Aan het begin van de jaren 1950 richtten zij en haar echtgenoot, fluitist Milan Munclinger, het kamerensemble Ars rediviva op, dat een belangrijke rol vervulde in de herontdekking van barokmuziek. Op initiatief van Munclinger richtte ze zich vervolgens op klavecimbelspel. Als soliste van het ensemble Ars rediviva werkte ze mee aan de Tsjecho-Slowaakse premières van een aantal belangrijke werken uit de klassieke muziek en ook aan de eerste Tsjecho-Slowaakse opnames daarvan (onder andere werken van Johann Sebastian Bach, Jean-Philippe Rameau, François Couperin, Georg Philipp Telemann, Antonio Vivaldi, Jan Dismas Zelenka, František Benda en František Xaver Richter). Ook was ze oprichtster van de muziekcompetitie Prague Junior Note.
Ze heeft in veel Europese landen opgetreden (onder andere Duitsland, Oostenrijk, Zwitserland, Denemarken, Zweden, Frankrijk en Italië) en is laureaat van enkele prestigieuze internationale concoursen. Ook heeft ze samengewerkt met bekende artiesten als Bronisław Huberman en Jean-Pierre Rampal.
Švihlíková werd beroemd door haar vernieuwende pianotechnieken, die ze later ook doceerde aan het conservatorium van Malmö, waar ze ruim 15 jaar van haar leven doorbracht na haar vertrek uit Tsjecho-Slowakije. Na haar pensionering in 1980 vestigde ze zich in Wenen, waar ze in 2010 overleed.

## Prijzen en onderscheidingen
Als docent ontving ze enkele prijzen voor haar werk, en ook als uitvoerend musicus (onder meer de Grand Prix du Disque). In 2001 ontving ze de Jan Masaryk Gratias agit-prijs.